# Phragmotelium rubi-thunbergii
Phragmotelium rubi-thunbergii är en svampart som först beskrevs av Kusano, och fick sitt nu gällande namn av Hans Sydow 1921. Phragmotelium rubi-thunbergii ingår i släktet Phragmotelium, ordningen Pucciniales, klassen Pucciniomycetes, divisionen basidiesvampar och riket svampar.   Inga underarter finns listade i Catalogue of Life.